# Comuna Sofiivka, Cerkasî
Sofiivka (în ucraineană Софіївка) este o comună în raionul Cerkasî, regiunea Cerkasî, Ucraina, formată din satele Huta Stanislavciîțka, Șelepuhî, Sofiivka (reședința) și Stanislavciîk.

## Demografie
Componența lingvistică a comunei Sofiivka
     Ucraineană (96,14%)
     Rusă (3,74%)
     Alte limbi (0,12%)
Conform recensământului din 2001, majoritatea populației comunei Sofiivka era vorbitoare de ucraineană (96,14%), existând în minoritate și vorbitori de rusă (3,74%).